# المعهد البريطاني لدراسة العراق
المعهد البريطاني لدراسة العراق ( BISI ) (المعروف سابقًا بـ المدرسة البريطانية للآثار في العراق ) هي الهيئة الوحيدة في بريطانيا المكرسة للبحث في الحضارات القديمة واللُغات لبلاد ما بين النهرين. تأسست في عام 1932 ومن أهدافها دعم وإجراء البحوث في علم الآثار (والموضوعات المرتبطة بذلك) للعراق والدول المجاورة من العصورالأولى إلى ج. 1700 م، وتعزيز التراث الثقافي العراقي. منذ عام 1934، قامت المدرسة بنشر مجلة مُحكمة، العراق، والتي يتم تصديرها الآن سنوياً في نوفمبر/ ديسمبر من كل عام.
هي مؤسسة خيرية مسجلة ويقع مقرها الرئيسي في مكتب الأكاديمية البريطانية في كارلتون هاوس تيراس في لندن.

## التاريخ
أُنشئت المدرسة في عام 1932 كـ معلم تذكاري لحياة وأعمال جيرترود بيل. كانت بيل شغوفة بعلم الآثار ولقد ورثت 6000 جنيه إسترليني بعد وفاتها عام 1926 لتأسيساتها. قام جمع المزيد من التبرعات في عام 1929 بإضافة 14000 جنيه إسترليني، وعلى الرغم من أن الكساد الكبير ترك الصندوق مستنفدًا، إلا أنه تم إنشاء المدرسة في عام 1932. كان الغرض الأولي منه هو تمويل الحفريات التي يقوم بها علماء الآثار وتقديم المنح الدراسية للطلاب البريطانيين العاملين على المشاريع الأثرية في العراق.
قامت المدرسة بإنجاز أعمال الحفر في العراق قبل قيام الحرب العالمية الثانية. استؤنفت الأنشطة في عام 1948، وعملت المدرسة بشكل مستمر من ذلك الحين حتى عام 1990. منذ ذلك الحين منعت المدرسة من استئناف أنشطتها البحثية بسبب الظروف السياسية. ومع ذلك، فقد تم الحفاظ على العلاقات الودية مع قسم الآثار العراقية واستمر الإتصال مع الزملاء العراقيين، وعلى الأغلب من خلال زياراتهم الخاصة.
تم تمويل المدرسة بمنحة من الحكومة البريطانية بدأً من عام 1946، مما سمح لها بإنشاء قاعدتها في بغداد. كان مخرجها الأول هو ماكس مالوان والذي قامت زوجته أجاثا كريستي بكتابة جريمة قتل في بلاد ما بين النهرين. ومن بين المشاريع البارزة التي كانت المدرسة مساهمة فيها هو مشروع التنقيب في نمرود.
من بعد غزو العراق عام 2003، كرست المدرسة مواردها للمساعدة في إعادة بناء تراث العراق. لكن التمويل من الحكومة البريطانية إنخفض إلى النصف في عام 2007، ومن ثم توقف تماماً في عام 2009. تلقت المدرسة أيضاً دخلاً من مصادر خاصة. لديها حالياً حوالي 650 عضو مشترك. يحكمها مجلس في لندن يتم الاجتماع والانتخاب فيه سنوياً من قبل الأعضاء، بموجب اللوائح التي وافق عليها الأعضاء الأصليون في عام 1932 ولكن تم مراجعتها وتنقيحها مؤخراً.
في اليوم الثاني عشر من شهر كانون الأول (ديسمبر) عام 2007. تم تغيير اسم المنظمة إلى المعهد البريطاني لدراسة العراق. كما وسعت نطاقها لتعزيز الثقافة العراقية وتراثها، والدخول في شراكات تعاونية مع علماء الآثار العراقيين. كما أنها بعام 1990 قامت بتمويل الطلاب العراقيين الذين يدرسون في بريطانيا، منذ عام 1990. والذي ساعد في ظهور متحف البصرة الحضاري الذي أُفتتح في عام 2016

## العاج الآشوري
في عام 2011، قامت الـ (BISI) (المعهد البريطاني لدراسة العراق) ببيع ثلث مجموعتها من عاجيات نمرود، المكتشفة بين عامي 1949 و1963 في عمليات التنقيب التي قادها السير ماكس مالوان، إلى المتحف البريطاني بقيمة 1.17 مليون جنيه إسترليني. اما الثلث الآخر فقد تم التبرع به للمتحف البريطاني تقديراً على تخزينهم للمجموعة على مدار الـ 24 عاماً الماضية. ومن المتوقع أن الثلث المتبقي من المجموعة سيتم ارجاعه إلى العراق مستقبلاً. وقد تم عرض مجموعة مختارة من العاج في المتحف البريطاني في عام 2011.

## مشاهير

### قائمة المديرين
- من 1947 إلى ؟ ؟ ؟ ؟: السير ماكس مالوان[4]
- 1961-1965: دونالد وايزمان
- 1965-1969: ديفيد أوتس
- 1969-1975: ديانا كيركبرايد هيلبيك
- 1975 إلى 1981: نيكولاس بوستجيت[5]
- 1988 إلى 1995: روجر ماثيوز[6]

### الموظفين الآخرين
- دومينيك كولون محرر مشارك لمجلة العراق من 1979 إلى 2010
- باربرا باركر (لاحقًا باركر مالوان)، سكرتيرة / أمينة مكتبة من 1950 إلى 1961، ورئيسة من 1983 إلى 1993

## ميدالية بيل
تم منح الميدالية الذهبية لجيرترود بيل من قبل BISI (المعهد البريطاني لدراسة العراق) «للخدمات المتميزة لعلم آثار بلاد ما بين النهرين». اعتبارًا من 2019، كان هناك خمسة مستلمين:
- ماكس مالوان (1976)
- سيتون لويد (1979)
- ديفيد أوتس (1997)
- روجر موري (2003)
- لمياء الجيلاني وير (2009)

## روابط خارجية
- المعهد البريطاني لدراسة العراق باللغة الإنجليزية والعربية